# Christian Endemann
Christian Endemann (* 3. Januar 1885 in Fattigau, Oberfranken; † 30. Mai 1950 in Amberg) war ein deutscher Politiker der SPD.

## Leben
Christian Endemann war von Beruf Former, Nadler. Er war Gewerkschaftssekretär und ab 1908 SPD-Mitglied. Von 1914 bis 1918 war er Kriegsteilnehmer am Ersten Weltkrieg. Von 1917 bis 1922 war Endemann Mitglied der USPD und kehrte 1922 zur SPD zurück. Er war Mitglied des Deutschen Metallarbeiter-Verbands (DMV) und von 1919 bis 1933 dessen Geschäftsführer in Amberg. Von 1924 bis 1932 war er als SPD-Abgeordneter Mitglied des Bayerischen Landtags. Er gehörte dem Reichsausschuss des Reichsbanners Schwarz-Rot-Gold an. Von 1929 bis 1933 war er Stadtrat in Amberg.
Ab 1933 war er in verschiedenen Gefängnissen und in den KZ Dachau und Flossenbürg. Am 13. Mai 1945 wurde Christian Endemann von der amerikanischen Militärregierung zum kommissarischen Oberbürgermeister von Amberg ernannt. Die Vorbereitung der ersten demokratischen Gemeindewahl nach Diktatur und Krieg 1946 in der Stadt Amberg lag in seinen Händen. 1946 war er Mitglied des Bayerischen Beratenden Landesausschusses und wurde in die Verfassunggebende Landesversammlung in Bayern gewählt. Ab Juni 1946 bis Juni 1948 war er hauptamtlicher Zweiter Bürgermeister in Amberg. Von 1948 bis 1950 gehörte Endemann wieder dem Stadtrat von Amberg an. Von 1946 bis 1950 war er als SPD-Abgeordneter Mitglied des Bayerischen Landtags. Als Delegierter des Bayerischen Landtags nahm Endemann 1949 an der ersten Bundesversammlung teil.

## Ehrung
Die Stadt Amberg benannte die Endemannstraße im Eisbergviertel ihm zu Ehren.